# Irena Dobrzańska
Irena Dobrzańska (* 23. Dezember 1912 in Warschau; † 15. Februar 1998 ebenda) war eine polnische Diskuswerferin.
Bei den Leichtathletik-Europameisterschaften 1946 in Oslo wurde sie Fünfte.
1949 und 1951 wurde sie Polnische Meisterin. Ihre persönliche Bestleistung von 40,31 m stellte sie am 20. Juni 1948 in Warschau auf.